# 전예
전예(田豫, 171년? ~ 252년?)는 중국 후한 말기 ~ 조위의 군인으로, 자는 국양(國讓)이며 유주 어양군 옹노현(雍奴縣) 사람이다.

## 생애

### 어린 시절
초기에 유비가 의병을 일으켰을 때 그를 섬겨 높게 평가되었다. 하지만, 그의 모친이 노령이였기 때문에 귀향하였다.
그 후 공손찬을 섬겨 동주현(東州縣)을 지켰는데, 공손찬의 수하였다가 원소에게 투항한 장수 왕문이 군사 만여 명을 거느려 쳐들어 오자, 전예가 말했다.
| “ | 그대는 공손씨의 은혜를 입고도 떠났으나, 이에는 부득이한 사정이 있기 때문이라 생각하오. 그러나 다시 돌아와 공격을 하니, 한낱 배신자에 지나지 않음을 이제야 알았소. 대저 보잘것 없는 지혜를 가진 자라도 자기 것을 지키며 쉽게 내어주지 않는 법이며, 나는 이곳을 지키는 임무를 맡았소. 어찌 속히 공격하지 않는 것이오? | ” |

왕문은 부끄러워하며 돌아갔다.

### 위나라의 장수
199년, 공손찬의 멸망 이후 조조를 섬겨 현령·태수 등을 역임하고 실적을 올렸다.
218년, 조창과 함께 반역을 일으킨 오환족을 물리쳐 남양태수로 승진하였다.
조비의 즉위 후, 오환족의 추장 골진이 반란을 일으키자 오환교위(烏桓校尉)가 되어 앞장서서 그들을 토벌하여 골진을 죽였고, 9년 간 변방을 안정시켜 여남태수 겸 중랑장이 되었다.
240년, 흉노를 토벌하여 백성들이 그에게 감사하였다.
또한 손권군을 격파하고 만총과 함께 합비를 지키는등 수많은 활약을 하였다.
그 후, 병주자사가 되었고, 위위가 되었다가 태중태부 자리까지 올랐으나, 향년 82세에 죽었다.
사후, 아들 전팽조(田彭祖)가 작위를 이었다.

## 《삼국지연의》 속 전예
234년, 제갈량(諸葛亮)의 제 5차 북벌에 호응한 오나라가 위나라를 공격 하였을 때 등장하여 양양(襄陽)을 지켰다.
| 전임 신비 | 조위의 위위 (정시 연간) | 후임 만위 |

## 같이 보기
- 삼국지 인물 목록